# Anopsicus speophilus
Anopsicus speophilus is een spinnensoort uit de familie trilspinnen (Pholcidae). De soort komt voor in Mexico en Guatemala. 